# Диас, Адриан
Адриан Диас Брончуд (исп. Adrián Díaz Bronchud; род. 17 сентября 1990, Барселона) — испанский фигурист, выступавший в танцах на льду. В паре с Оливией Смарт становился чемпионом Испании (2018, 2020, 2022), бронзовым призёром Гран-при Канады (2021) и участником Олимпийских игр (2022).
Ранее выступал с Сарой Уртадо, с которой был пятикратным чемпионом Испании (2009, 2012—2015) и серебряным призёром Универсиады (2015). Диас и Уртадо — первые испанские танцоры на льду, принявшие участие в соревнованиях Международного союза конькобежцев и Олимпийских играх (2014).

## Биография
Адриан Диас начал заниматься фигурным катанием в 1995 году. Сначала, как и большинство фигуристов, он тренировался в качестве одиночника. Однако, поняв, что не слишком хорош в прыжках, Адриан обратился к тренеру с просьбой подобрать ему занятие по душе. Тренер предложил попробовать танцы на льду с приезжавшим иногда на летние сборы в Испании французским хореографом Роменом Агеноэром. Адриан предложил Саре Уртадо встать в пару. Так как до этого момента в Испании не было танцевальной школы фигурного катания, Уртадо и Диас пришлось ждать два года, пока федерация фигурного катания страны нашла им тренера. Им стал Джон Данн из Великобритании, который переехал в Мадрид в 2008 году. Диасу тоже пришлось перебраться из родной Барселоны в столицу.
Пара довольно быстро прогрессировала. Если на чемпионате мира среди юниоров 2009 года (через 9 месяцев после начала занятий с новым тренером) они были лишь 32-ми, то уже в следующем году стали 16-ми, а на чемпионате мира среди юниоров 2011 года вошли в десятку — 9 место. В сезоне 2010/2011 пара соревновалась одновременно и на юниорском и на «взрослом» уровне. Для этого им пришлось исполнять четыре разных танца (два коротких и два произвольных) в соответствии с различиями в требованиях между юниорскими и взрослыми программами. Они стали 4-ми на зимней Универсиаде в Эрзуруме, завоевали бронзу турнира «Bavarian Open» и выступили ещё на нескольких второстепенных турнирах. В этом же сезоне Уртадо и Диас дебютировали на чемпионате Европы — 15-е место (при этом в квалификации они были 5-ми) и на чемпионате мира, где смогли пройти квалификацию, но не прошли в произвольную программу, оставшись на 23-м месте.
В 2011 году Джон Данн получил интересное предложение о работе на родине, в Великобритании, и пара переехала с ним в Лондон. Однако вскоре испанская федерация нашла им новых тренеров, пара переехала в Монреаль (Канада) для работы с двукратными серебряными призёрами чемпионатов мира 2006 и 2007 годов, Мари-Франс Дюбрей и Патрисом Лозоном.
В конце 2013 года на турнире в Германии пара боролась за право выступать на Фигурное катание на зимних Олимпийских играх 2014 — танцы на льду. В сложнейшей борьбе они сумели пробиться на главные соревнования четырёхлетия. На чемпионате Европы пара заняла место в десятке, что дало возможность на следующий год заявить две пары на чемпионате Европы.
Послеолимпийский сезон испанская танцевальная пара начала в Барри на турнире Autumn Classic International, где они финишировали пятыми. Далее фигуристы впервые завоевали право на два участия в серии Гран-при. И если на канадском этапе пара заняла последнее место, то на французском этапе Гран-при спортсмены остановились в шаге от подиума и превзошли свой спортивный результат в произвольной программе. Однако через две недели на загебском турнире Золотой конёк Загреба 2014 все три достижения испанской пары были вновь улучшены и спортсмены заняли призовое 3-е место. Фурор произвела пара на европейском чемпионате в 2015 году. Они улучшили все свои спортивные достижения и вошли в пятёрку лучших танцевальных пар Старого Света. Однако через неделю пара приняла участие в зимней Универсиаде в Испании. В танцах была сложнейшая борьба между итальянской и испанской парами, минимальным количеством балов победа досталась паре с Аппенин. На чемпионате мира в Шанхае испанская пара сделала очередной шаг к росту своих достижений в чемпионатах мира.
Новый сезон осенью 2015 года для пары начался неудачно. Из-за травмы лодыжки Сары пара снялась с турниров в Финляндии и Франции. Вскоре после этого пара распалась. Диас встал в новую пару с британской чемпионкой в танцах Оливией Смарт. Фигуристы решили выступать за Испанию.
Новый предолимпийский сезон пара начала в США; в начале августа, на турнире в Лейк-Плэсиде они относительно уверенно заняли второе место. Далее последовал турнир в Солт-Лейк-Сити, где они боролись за третье место, но немного уступили и оказались четвёртыми. В начале октября фигуристы выступали в Монреале на турнире Autumn Classic International, где они финишировали в шестёрке. Также шестыми они были и в турнире Finlandia Trophy. В середине декабря в Вьелье на национальном чемпионате Оливия и Адриан стали только вторыми. В середине февраля испанская пара выступила в Оберсдорфе на Кубке Баварии, где они уверенно заняли второе место. При этом они преодолели техминимум для участия в мировом чемпионате. В конце марта испанские фигуристы выступали на мировом чемпионате в Хельсинки, где выступили удачно, сумели квалифицироваться на следующие Олимпийские игры и прошли в произвольную программу.
В сентябре испанская пара начала олимпийский сезон в Солт-Лейк-Сити, где на турнире U.S. International Figure Skating Classic они финишировал в середине десятки. Через неделю танцоры выступили в Канаде, где на турнире Autumn Classic International они финишировали рядом с пьедесталом. Через месяц пара дебютировала в серии Гран-при на канадском этапе, где заняли место в середине турнирной таблицы; при этом незначительно было улучшено достижение в коротком танце. В начале декабря последовало выступление на Золотом коньке Загреба, которое было для пары не совсем удачным; они финишировала в середине десятки. В декабре 2017 Смарт и Диас стали чемпионами Испании в танцах на льду. Однако испанская федерация приняла решение отправить на континентальный чемпионат и Олимпийские игры пару, занявшую второе место. В конце марта спортсмены выступали в Милане на мировом чемпионате, где финишировали в начале второй десятки.
В 2022 году завершил соревновательную карьеру. Обучался в Университете Франсиско де Витория (исп. Universidad Francisco de Vitoria), где изучал спортивные науки.

## Программы

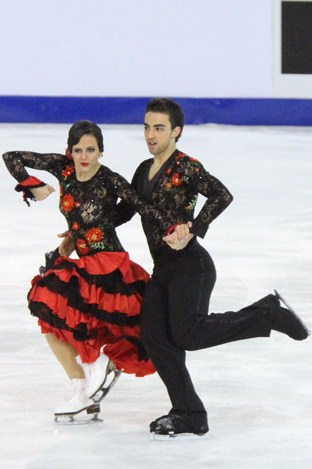
Сара Уртадо и Адриан Диас в 2010 году

(с С.Уртадо)
| Сезон     | Короткий/Оригинальный танец                                   | Произвольный танец                                  |
| --------- | ------------------------------------------------------------- | --------------------------------------------------- |
| 2012—2013 | Вальс: Jane’s Waltz Полька: Modern Times                      | Little Wing Pride and Joy Стиви Рэй Вон             |
| 2011—2012 | «Mas Que Nada» и «Magalenha» Сержио Мендес                    | «Тристан и Изольда» Максим Родригес                 |
| 2010—2011 | «Algo Pequenito» Даниель Дихес Ein Wiener Walzer Карл Дженкин | «Be Italian» из фильма «Девять» в исполнении Fergie |
| 2009—2010 |                                                               |                                                     |

## Результаты
| Результаты выступлений с Оливией Смарт |       |       |       |       |       |       |
| Соревнования                           | 16/17 | 17/18 | 18/19 | 19/20 | 20/21 | 21/22 |
| Международные                          |       |       |       |       |       |       |
| Олимпийские игры                       |       |       |       |       |       | 8     |
| Чемпионат мира                         | 18    | 12    |       |       |       | 7     |
| Чемпионат Европы                       |       |       | 8     | 8     |       | 4     |
| Гран-при США                           |       |       |       | 4     |       | 4     |
| Гран-при Франции                       |       |       | 7     | 4     |       |       |
| Гран-при Канады                        |       | 6     | 5     |       |       | 3     |
| Autumn Classic                         | 6     | 4     | 2     | 4     |       | 2     |
| Finlandia Trophy                       | 6     |       | 2     |       |       | 4     |
| Cup of Austria                         |       |       |       |       |       | 3     |
| Nebelhorn Trophy                       |       |       |       | 5     |       |       |
| Золотой конёк Загреба                  |       | 5     |       |       |       |       |
| U.S. Classic                           | 4     | 7     |       |       |       |       |
| Lake Placid Ice Dance                  | 2     |       |       | 1     |       |       |
| Bavarian Open                          | 2     |       |       |       |       |       |
| Open d’Andorra                         | 1     |       |       |       |       |       |
| Национальные                           |       |       |       |       |       |       |
| Чемпионат Испании                      | 2     | 1     | 2     | 1     |       | 1     |

| Результаты выступлений с Сарой Уртадо |       |       |       |       |       |       |       |       |
| Соревнования                          | 08/09 | 09/10 | 10/11 | 11/12 | 12/13 | 13/14 | 14/15 | 15/16 |
| Международные                         |       |       |       |       |       |       |       |       |
| Олимпийские игры                      |       |       |       |       |       | 13    |       |       |
| Чемпионат мира                        |       |       | 23    | 19    | 19    | 16    | 14    |       |
| Чемпионат Европы                      |       |       | 15    | 16    | 15    | 10    | 5     |       |
| Гран-при Франции                      |       |       |       | 8     |       |       | 4     |       |
| Гран-при Канады                       |       |       |       |       |       |       | 8     |       |
| Универсиада                           |       |       | 4     |       |       | 8     | 2     |       |
| Золотой конёк Загреба                 |       |       | 11    | 8     |       | 5     | 3     |       |
| Autumn Classic                        |       |       |       |       |       |       | 5     |       |
| Toruń Cup                             |       |       |       |       |       | 2     |       |       |
| Кубок Ниццы                           |       |       |       | 3     |       | 2     |       |       |
| Nebelhorn Trophy                      |       |       |       | 7     | 9     | 8     |       |       |
| NRW Trophy                            |       |       |       | 6     |       |       |       |       |
| Bavarian Open                         |       |       | 3     |       |       |       |       |       |
| Международные среди юниоров           |       |       |       |       |       |       |       |       |
| Чемпионат мира                        | 32    | 16    | 9     |       |       |       |       |       |
| Гран-при Германии                     |       |       | 5     |       |       |       |       |       |
| Гран-при Британии                     |       |       | 10    |       |       |       |       |       |
| Гран-при Турции                       |       | 6     |       |       |       |       |       |       |
| Гран-при США                          |       | 10    |       |       |       |       |       |       |
| NRW Trophy                            |       | 6     | 8     |       |       |       |       |       |
| Национальные                          |       |       |       |       |       |       |       |       |
| Чемпионат Испании                     | 1     |       |       | 1     | 1     | 1     | 1     |       |